# Atherinopsis californiensis
Atherinopsis californiensis är en fiskart som beskrevs av Girard, 1854. Atherinopsis californiensis ingår i släktet Atherinopsis och familjen Atherinopsidae. IUCN kategoriserar arten globalt som livskraftig. Inga underarter finns listade.

## Bildgalleri

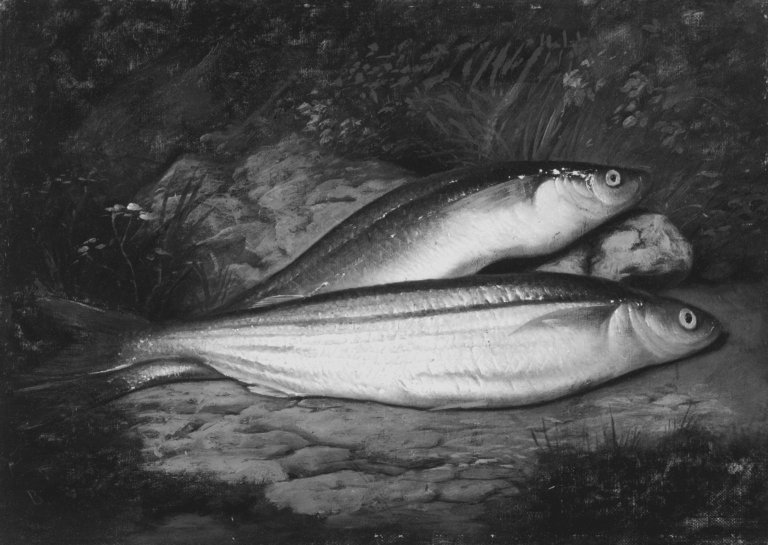
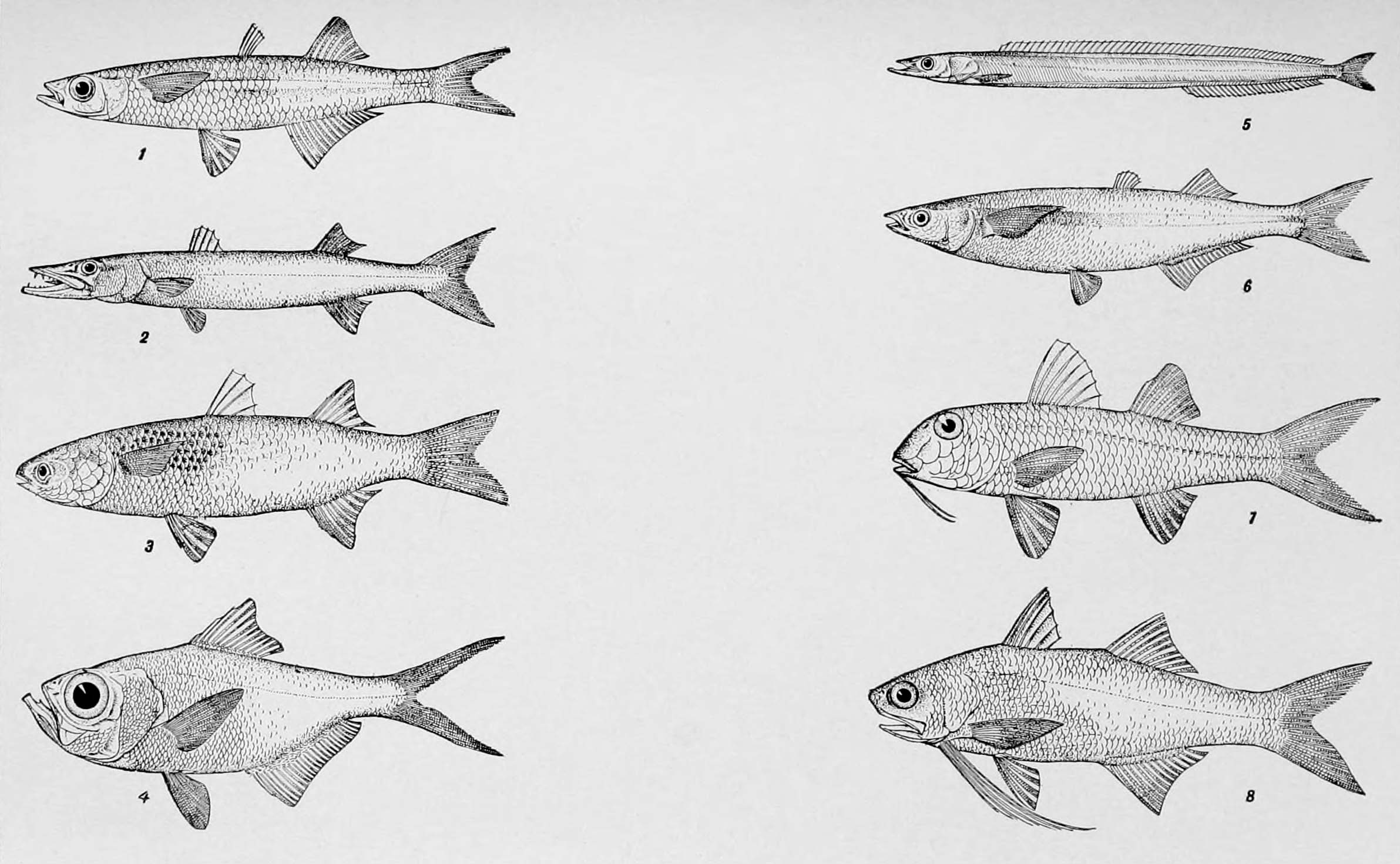